# Picrosia
Picrosia es un género  de plantas herbáceas perteneciente a la familia Asteraceae. Es endémica de Suramérica. El género fue descrito por David Don y publicado en Trans. Linn. Soc. London 16: 183, en el año 1830.

## Especies
Tien 2 especies aceptadas entre los 6 taxones descritos.
- Picrosia cabreriana A.G.Schulz, Darwiniana, 6: 495, 1944
- Picrosia longifolia D.Don, Trans. Linn. Soc. London 16: 184, 1830